# 山梨県総合教育センター
山梨県総合教育センター（やまなしけんそうごうきょういくセンター英称：Yamanashi Prefectural Education Center）は、山梨県が設置する教育に関する研究及び教育関係職員の研修を行う機関である。

## 概要
山梨県総合教育センターは山梨県における教育に関する研修、研究、開発及び普及啓発を行い、教育の振興を図るために山梨県立教育研修所として1948年に設置され、1992年前身の山梨県教育センターを改称して現在の名称となる。現在の所長は2014年から2016年に山梨県教育委員会高校教育課長、2016年から2018年に山梨県立甲府西高等学校校長を歴任した、斉木 邦彦（現山梨県教育委員会理事）である。

## 歴代所長[3]
- 小川　巌 （山梨県教育委員会教育監、山梨県立甲府西高等学校長を歴任）
- 深澤 眞悟（現山梨県立農林高等学校長）
- 星野 真理（後に山梨県立甲府南高等学校長）
- 中島 勝人（後に山梨県立農林高等学校長に転出）
- 坂本 明大（後に山梨県立吉田高等学校長に転出）
- 深沢 信吾（後に山梨県立巨摩高等学校長に転出）
- 清水 澄  （後に山梨県立上野原高等学校長に転出）

## 所在地
- 山梨県総合教育センター - 山梨県笛吹市御坂町成田1456

## 事業
事業内容は下記の通りである。
1. 教育関係職員の研修
2. 教育に関する専門的、技術的事項の調査研究及び開発
3. 教育に関する情報の収集及び活用
4. 教育に関する相談
5. その他教育センターの設置の目的を達成するため必要な業務

## 沿革
- 1948年（昭和23年）5月 山梨県立教育研修所を開所
- 1971年（昭和46年）3月 山梨県立教育研修所の廃止
- 1971年（昭和46年）4月 山梨県教育センターの設置
- 1982年（昭和57年）4月 山梨県教育センターに特殊教育センターを設置
- 1992年（平成4年）4月 山梨県総合教育センターに改称
- 2010年（平成22年）3月25日 山梨県総合教育センター・ロゴマーク新設
- 2010年（平成22年）4月 1日 教育相談部・特別支援教育部を廃し相談支援部新設
- 2014年（平成25年）10月24,25日 全国教育研究所連盟研究協議会山梨県大会開催
- 2016年（平成28年）4月 1日 教育指導部を研修指導部へ改称 研修主事を指導主事へ職名変更
- 2018年（平成30年） 3月31日  第３研修室・美術第１研修室の改修工事完了
- 2018年（平成30年） 4月 1日  研修指導部・研究開発部を廃し学校教育支援部を新設　教育研究推進幹を新たに設置

## 組織
- 管理部
- 学校教育支援部（2018年度より研修指導部と研究開発部を再編）
  - 研修指導課
    - 指導改善研修

  - 調査研究課
- 相談支援部
- 情報教育部

平成30年度要覧より。

## 関係者
- 日向誉夫[5]-　昭和31年の１年間、当時の研修所所長を務めた。後に、山梨県の教育長になる。